# ورزيد (مازو)
ورزید (بالفارسية: ورزید) هي قرية تقع في قسم مازو الريفي، بمقاطعة أنديمشك التابعة لمحافظة خوزستان، إيران. يقدر عدد سكانها بـ 24 نسمة حسب الإحصاء السكاني الذي تمّ في عام 2006.